# Клуэ, Жан
Жан Клуэ́ (фр. Jean Clouet; ок. 1485, Брюссель — ок. 1540, Париж) — выдающийся художник Французского Ренессанса, рисовальщик, миниатюрист и живописец-портретист. Придворный художник французского короля Франциска I, заложивший основы национальной портретной традиции. Представитель школы Фонтенбло. Отец художника-портретиста Франсуа Клуэ, поэтому иногда называемый Клуэ Старшим.

## Биография
Жан Клуэ был уроженцем Южных (Бургундских) Нидерландов. Родился в Брюсселе в семье фламандского живописца Мишеля Клове (? — ок. 1490) из Валансьена (в северной Франции, на границе с Нидерландами), который состоял на службе герцога де Клуэ. Историки высказывают сомнения относительно точной личности Жана Клуэ, поскольку имя Клуэ принадлежит нескольким французским художникам, также известным в документах того периода, первые два: Жан, или Жане (Janet) и Поле (Polet), два брата, сыновья Мишеля; и третий, Франсуа Клуэ, сын одного из Жанов (Jean). Одна из версий отождествляет его с анонимным «Муленским мастером». Примечательно, что Жан Клуэ всю жизнь оставался нидерландцем, никогда не был «натурализован как француз» и, вероятно, его настоящее имя было Клоэт (Cloet).

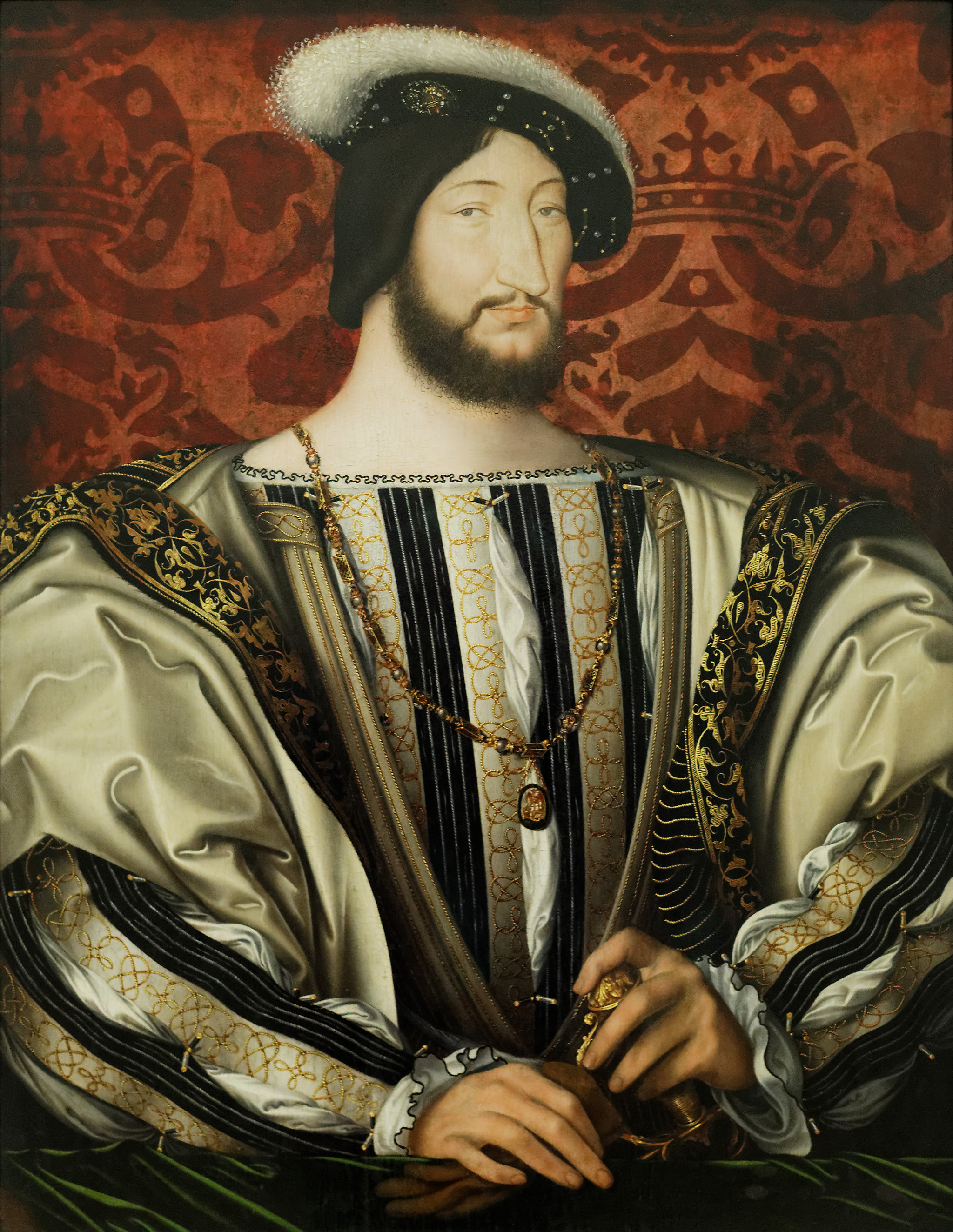
Портрет Франциска I, короля Франции. Между 1527 и 1530. Дерево, масло. Лувр, Париж

Впервые имя Жана Клуэ упоминается в 1509 году в поэме Лемера Бельгийского. В 1516 году Клуэ стал придворным художником короля Франциска I на втором году его правления. С 1516 по 1525 год Жан Клуэ находился в Туре. В этом городе он женился на Жанне Буко, дочери местного ювелира (в 1529 году они оба поселились в Париже) и в 1540 году получил титул придворного живописца (после Жана Бурдишона и Жана Перреаля). Затем он был назначен исключительным камердинером короля (valet de chambre extraordinaire du roi) и получил привилегию писать портрет короля, которую он передал своему сыну.
Брат художника, известный как Клуэ де Наваррский, находился на службе у Маргариты Наваррской (Ангулемской), сестры короля Франциска I, и упоминается в письме, написанном Маргаритой около 1529 года. У Жана Клуэ было двое детей, Франсуа и Катрин, которая вышла замуж за Абеля Фулона, и только один сын — Франсуа — продолжил профессию живописца Жана Клуэ после его смерти.

## Творчество
Жан Клуэ работал портретистом при французском дворе на протяжении большей части правления Франциска I. Именно Клуэ создал лучший (по всем критериям) и самый знаменитый портрет короля Франциска I. Он также написал множество портретов членов королевской семьи и придворной аристократии. Его портреты написаны на дереве, обычно небольшого формата; портретируемые представлены погрудно, лица, чаще в трёхчетвертном развороте, озарены мягким рассеянным светом, руки сложены.
Подписанных произведений Жана Клуэ не сохранилось, однако ему с большой вероятностью приписывают семь миниатюр из манускрипта «Записки о Галльской войне», к которым добавляется восьмой из коллекции г-на Дж. Пирпона Моргана, изображающий Шарля де Коссе, и собрание из ста тридцати портретных эскизов, хранящихся в Музее Конде в замке Шантийи.
Среди этих эскизов имеются наброски картин на библейские сюжеты в стиле миланского художника Андреа Солари (ныне в собрании Лувра). Руки моделей написаны в разной манере, что свидетельствует о возможном участии в этой работе нескольких помощников. По сравнению с огромным количеством рисунков сохранилось всего около десяти картин, приписываемых Жану Клуэ, таких как два портрета короля Франциска I и два меньших портрета его мастерской в Лувре, портрет неизвестного человека в собрании Хэмптон-Корт, портрет дофина Франциска, сына Франциска I в Антверпене.
В целом живописные портреты работы парижской мастерской Клуэ отличаются тщательным выполнением с тончайшими лессировками в насыщенных, но прозрачных тонах. Рисунки Клуэ, выполненные карандашом, мелом и растушёвкой сангиной, отличаются теми же качествами: тонкие моделировки сочетаются с ясной, чёткой контурной линией, естественно связанной с «растяжками» тона. Этот приём нам знаком по превосходным портретным рисункам Ганса Гольбейна Младшего. Отсюда родилась гипотеза о возможной личной встрече Жана Клуэ с Гансом Гольбейном и даже с Леонардо да Винчи, который с 1516 года жил во Франции.
В одном альбоме рисунков портреты аннотированы самим королем и его весёлыми сентенциями. Язвительные насмешки или «сатиры» во многом способствуют правильному пониманию жизни того времени и французского королевского двора. Однако до сих пор отсутствуют точные доказательства, позволяющие установить авторство лучших из этих рисунков и некоторых картин маслом Жану Клуэ.
Некоторый свет на загадочную фигуру Клуэ Старшего пролила расчистка портрета гуманиста Гийома Бюде. Об этом портрете упоминает сам Бюде, и среди эскизов из собрания замка Шантийи уцелел набросок этой картины. Несмотря на сходство с произведениями других брюссельских художников, работы Клуэ выделяются уверенной пластикой, искусным рисунком и психологическим содержанием образов.

## Рисунки Жана Клуэ и его мастерской из собрания Музея Конде в Шантийи

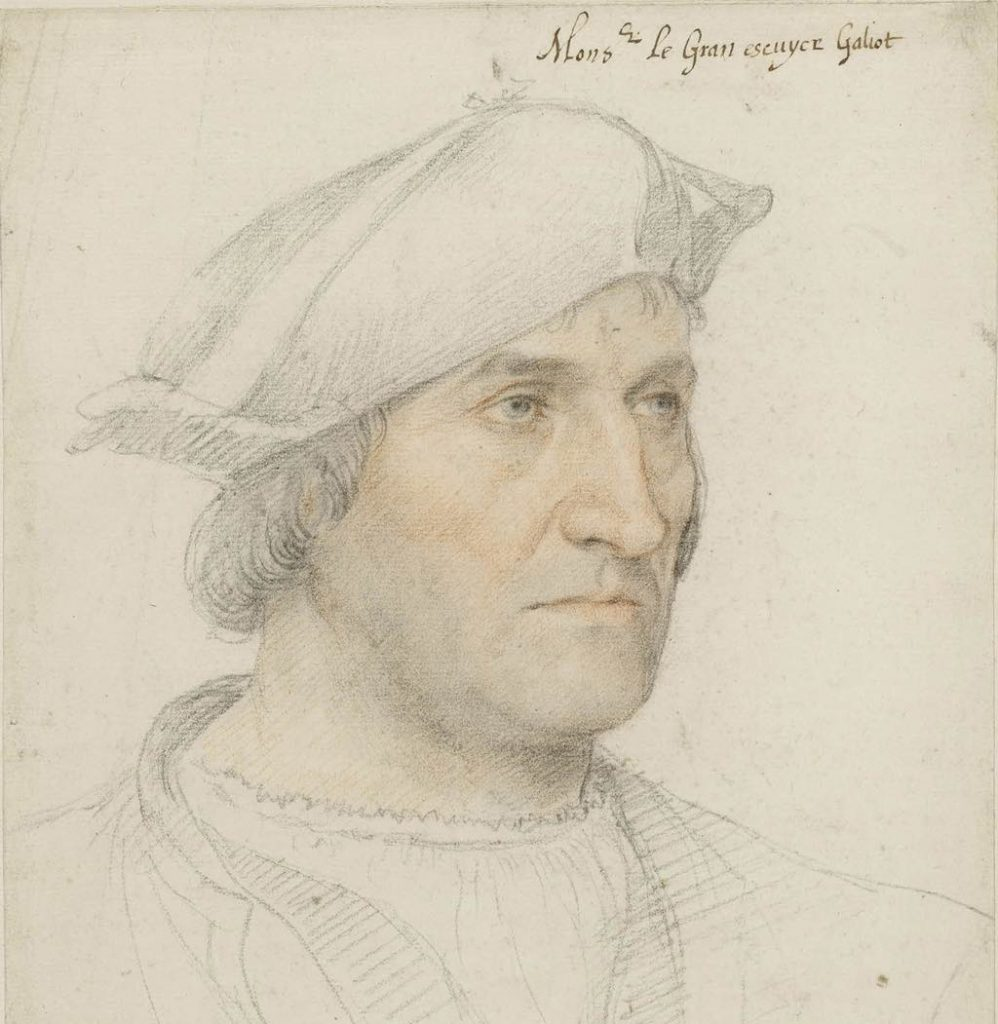
Жак де Рикар. Ок. 1515
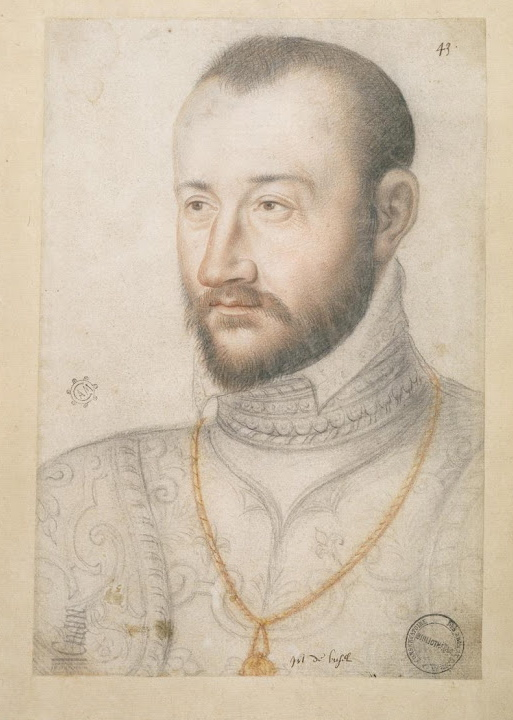
Клод де Бурбон-Бюссе
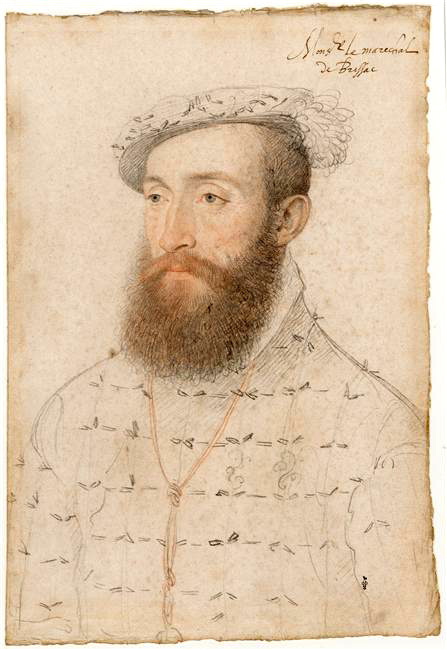
Шарль де Коссе. 1550
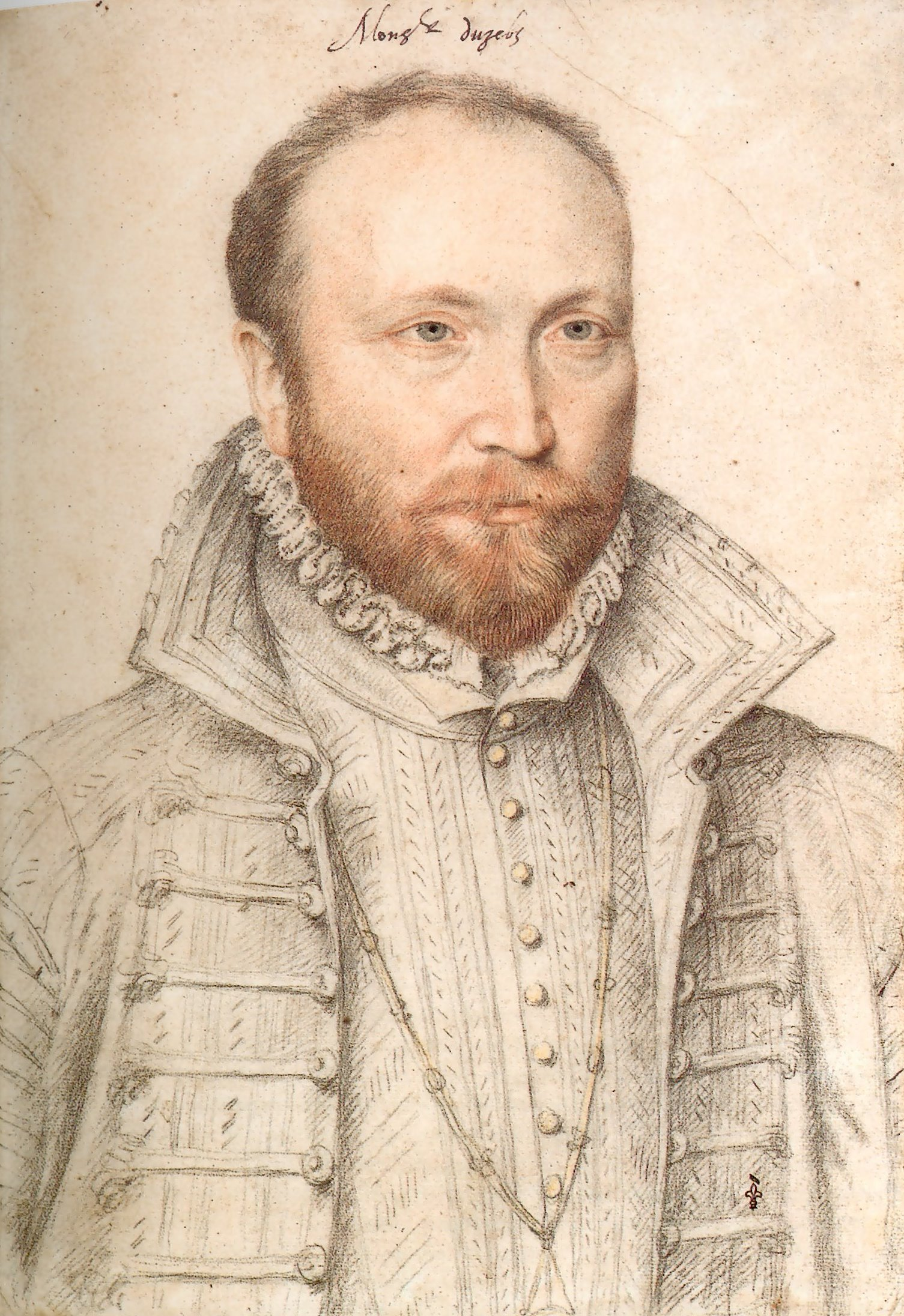
Антуан де Круссоль. Ок. 1560
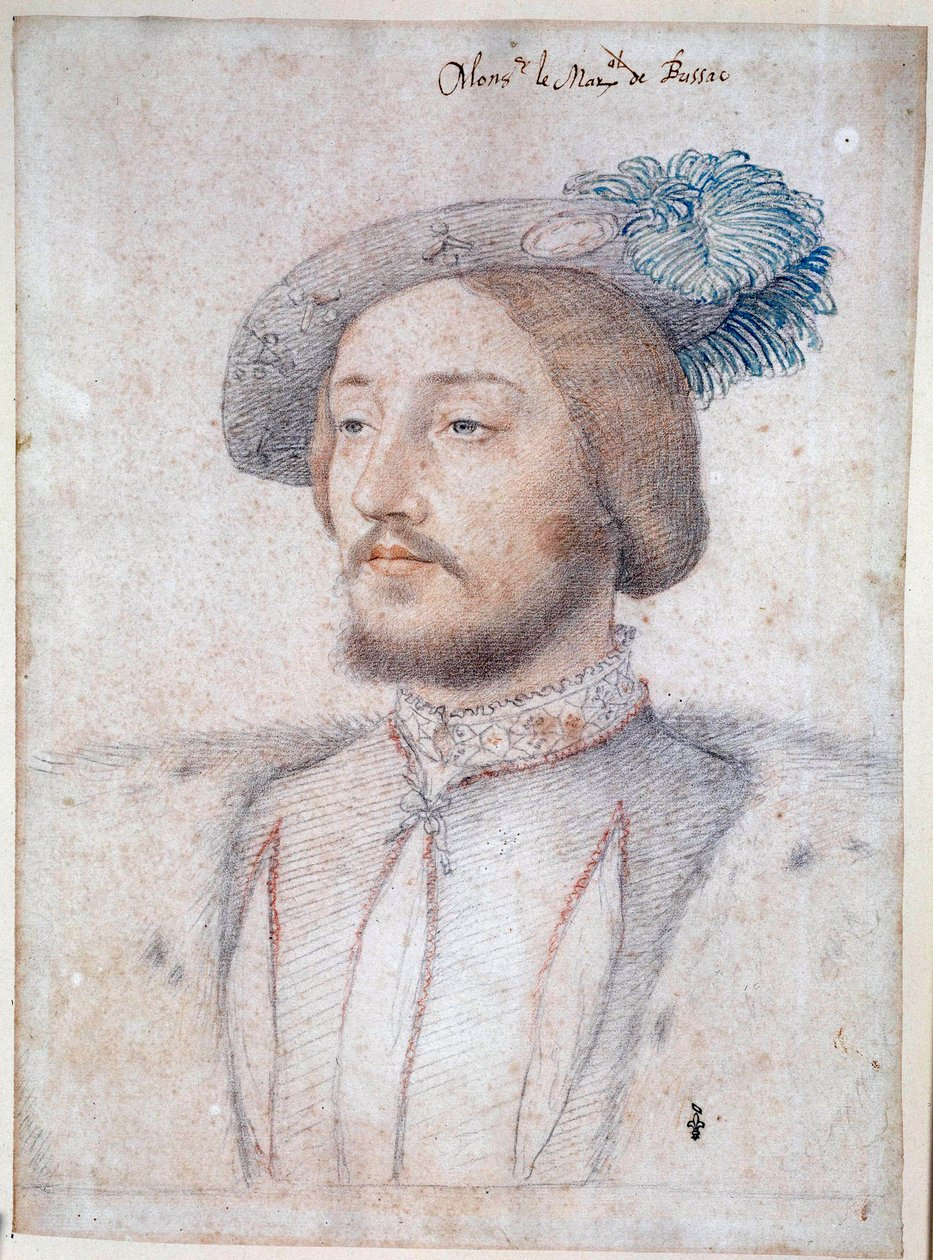
Шарль де Коссе, граф Бриссак. Ок. 1537
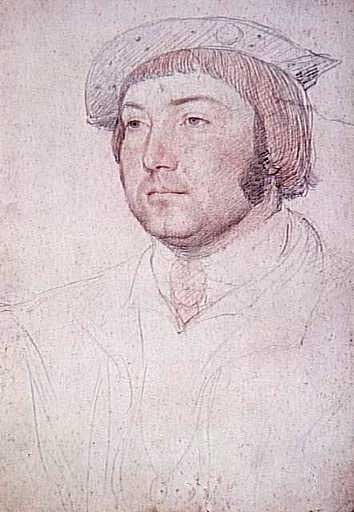
Жан VIII де Креги
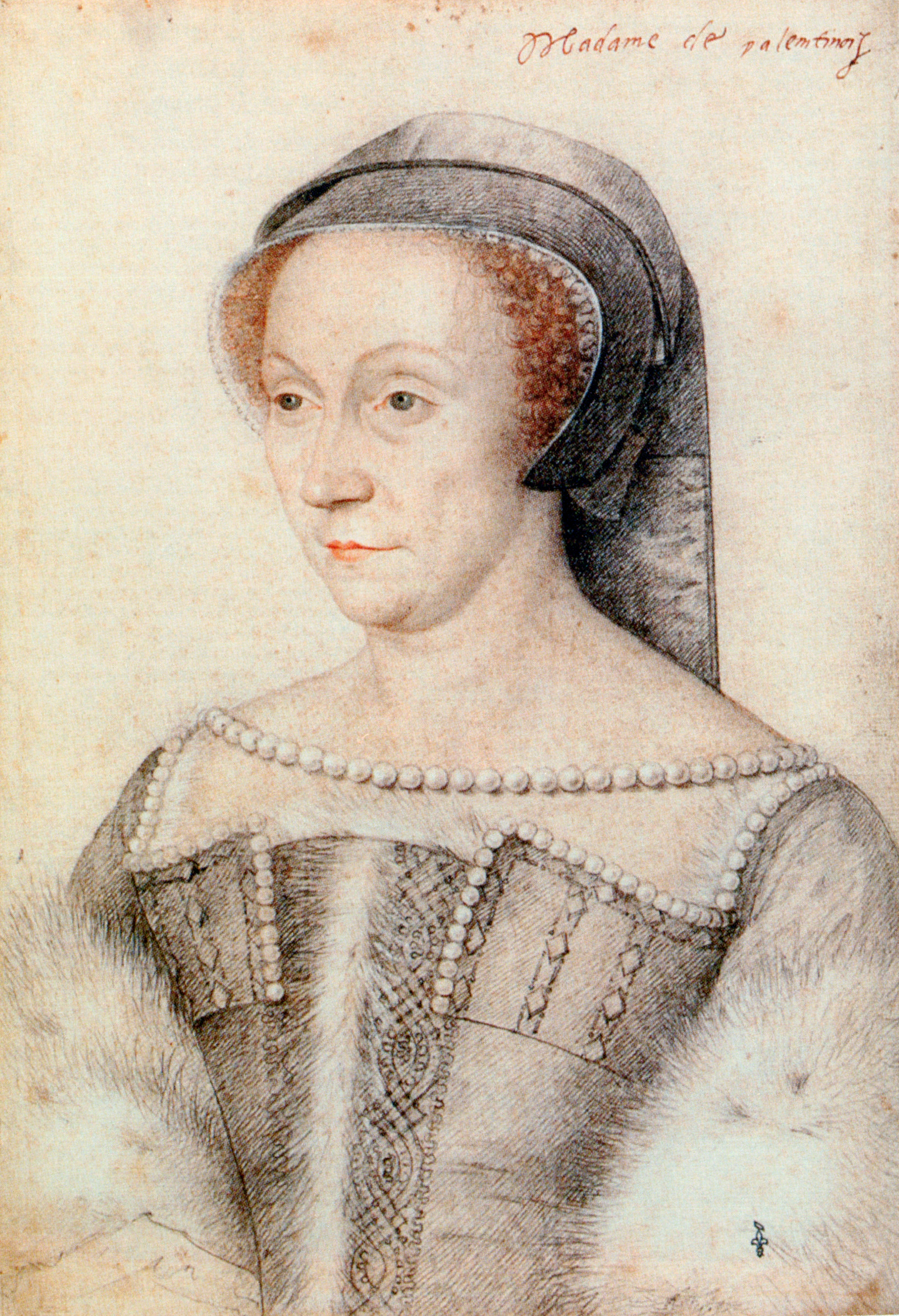
Диана де Пуатье
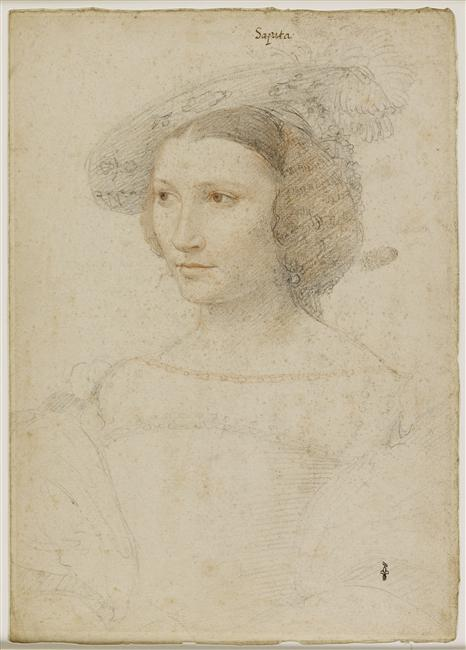
Леонора де Сапата
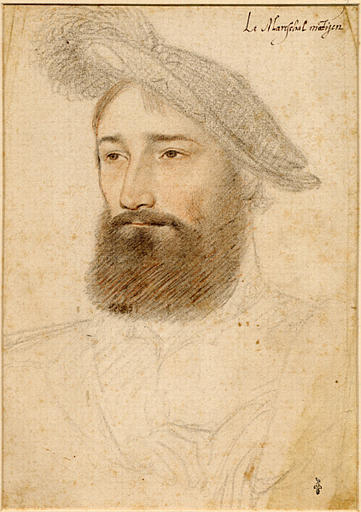
Рене де Монжан. Ок. 1538
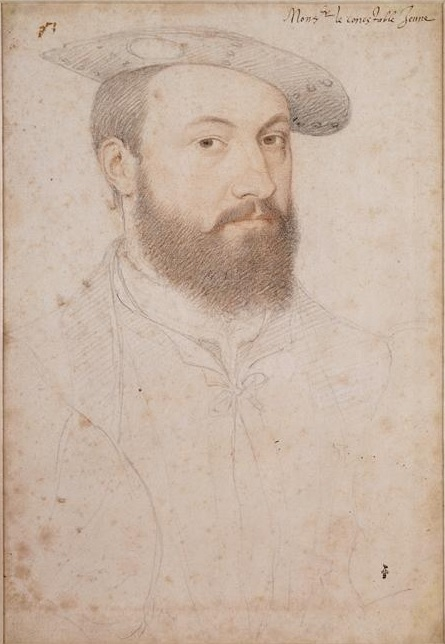
Анн де Монморанси. Ок. 1530

## Галерея живописных портретов

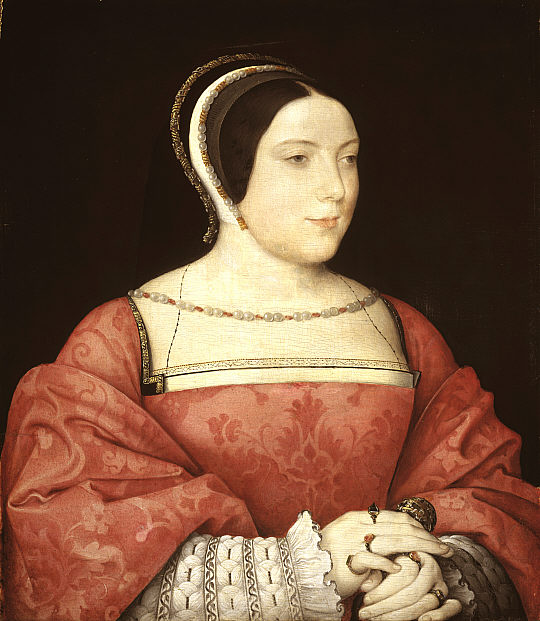
Maдам де Канапль (Мари де Ассиньи). Ок. 1525. Дерево, масло. Национальная галерея Шотландии, Эдинбург
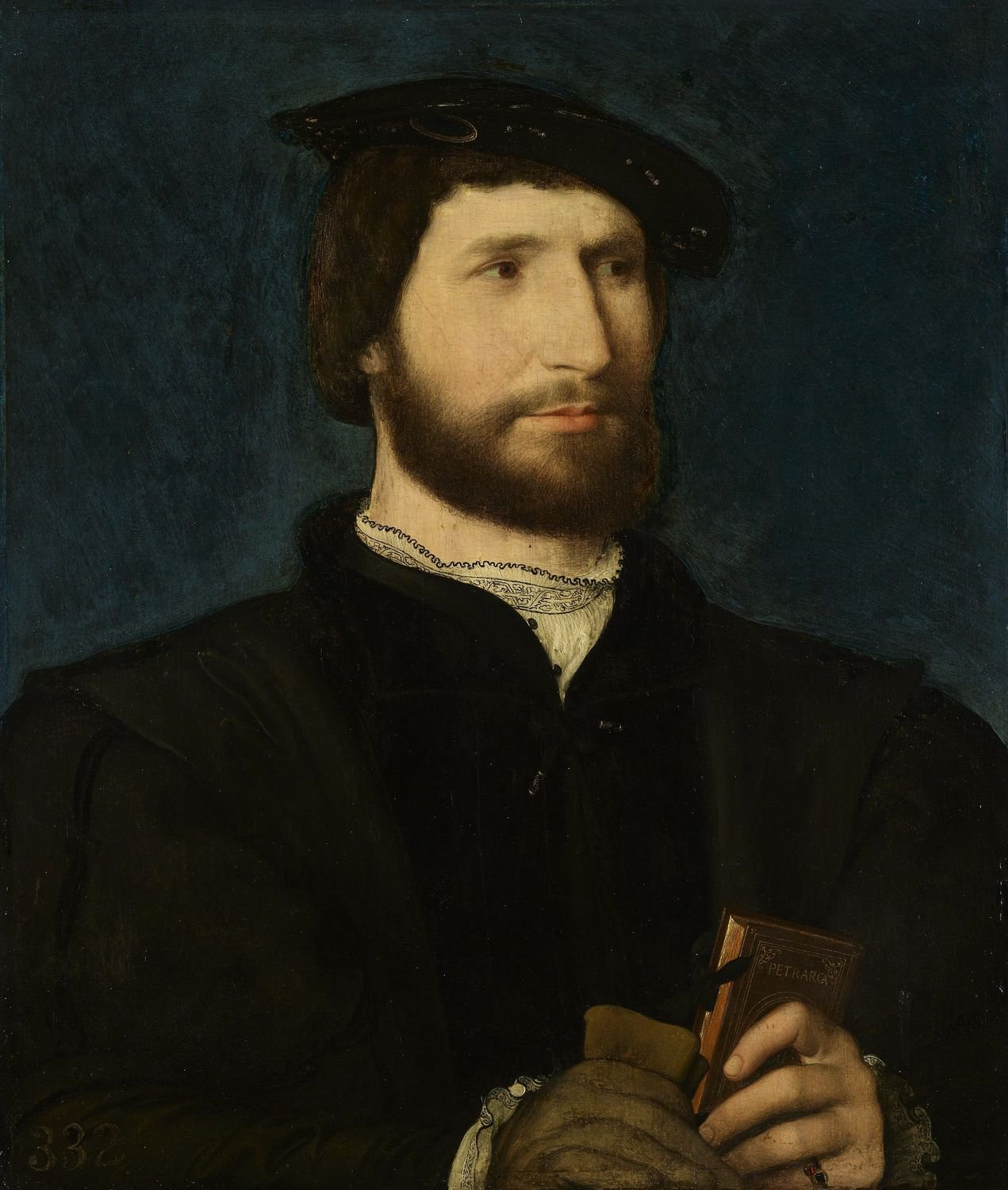
Портрет человека с томиком Петрарки. Между 1530 и 1535. Дерево, масло. Королевская коллекция, Великобритания
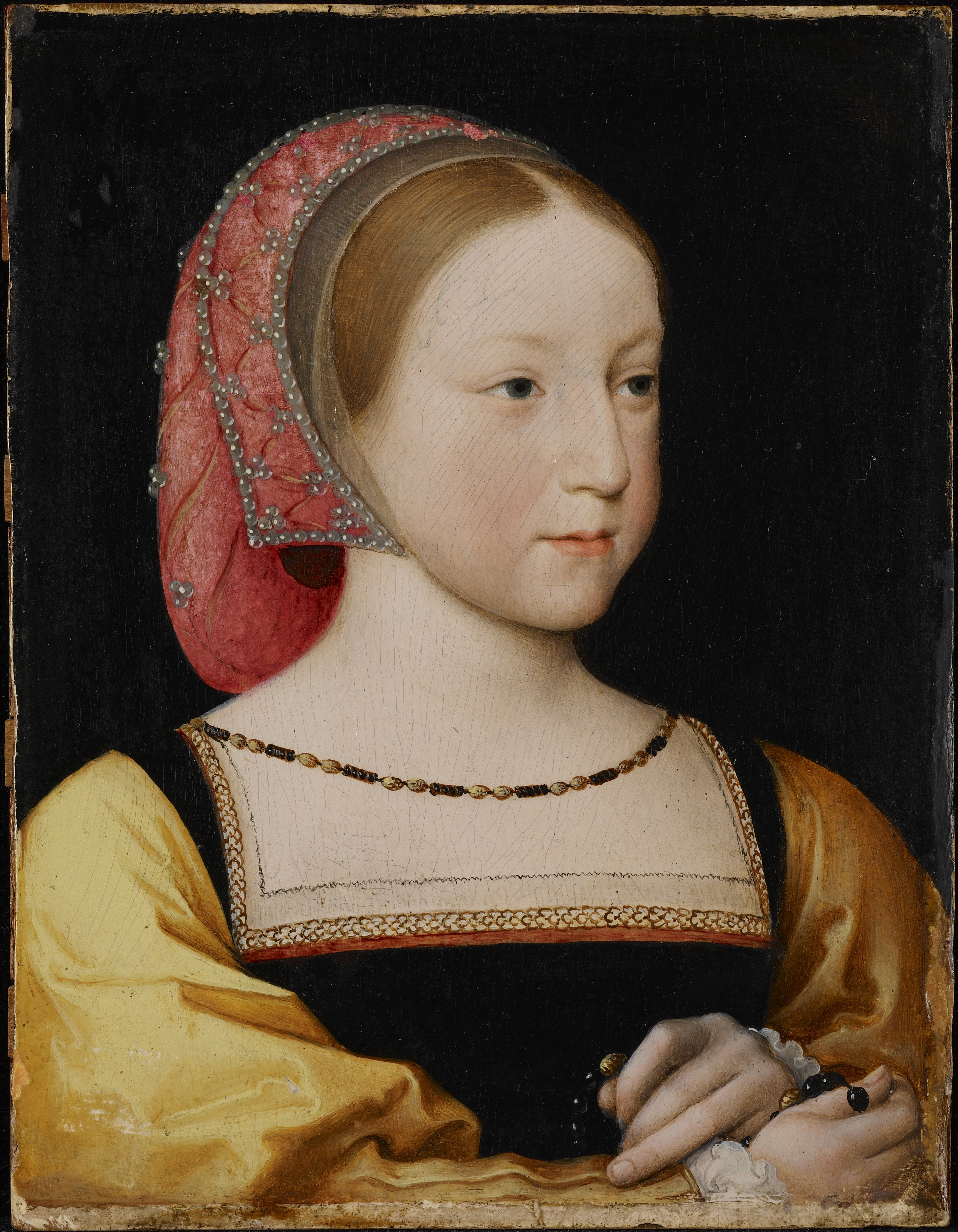
Шарлотта Французская (Шарлотта де Валуа, дочь Франциска I). Ок. 1522. Дерево, масло. Институт искусства, Миннеаполис, Миннесота, США
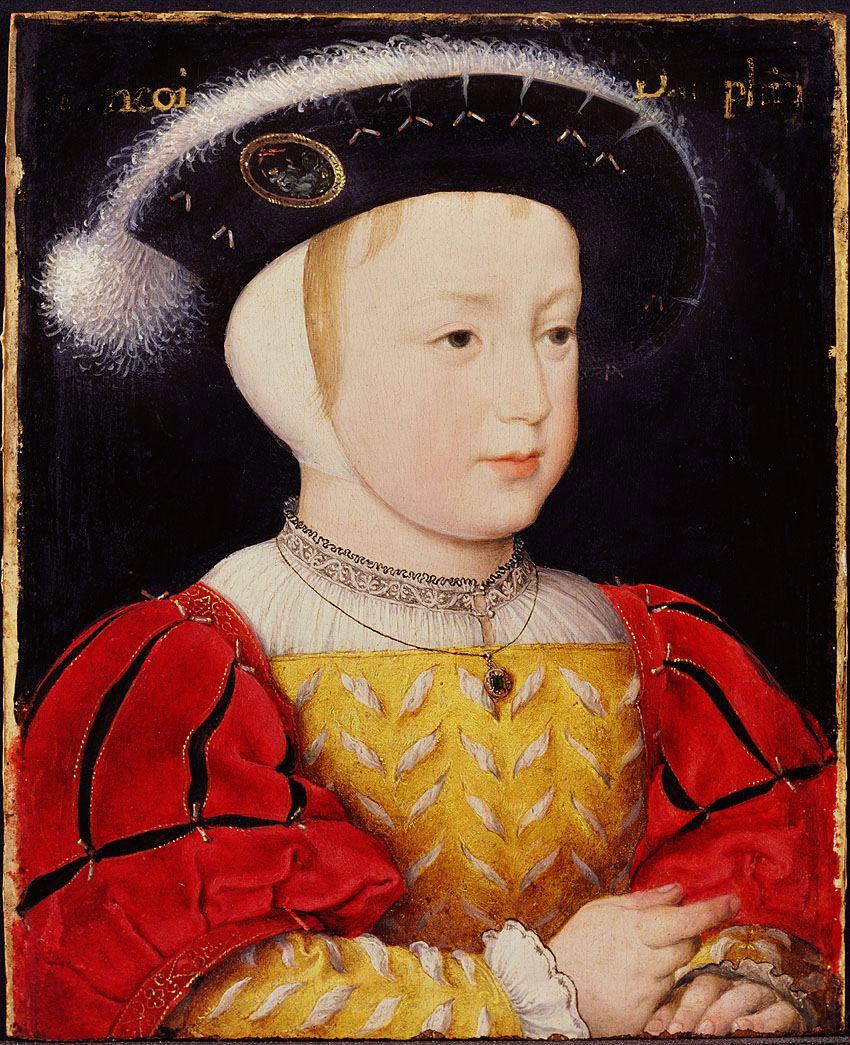
Франциск III, дофин Франции. 1520-е. Дерево, масло. Королевский музей изящных искусств, Антверпен
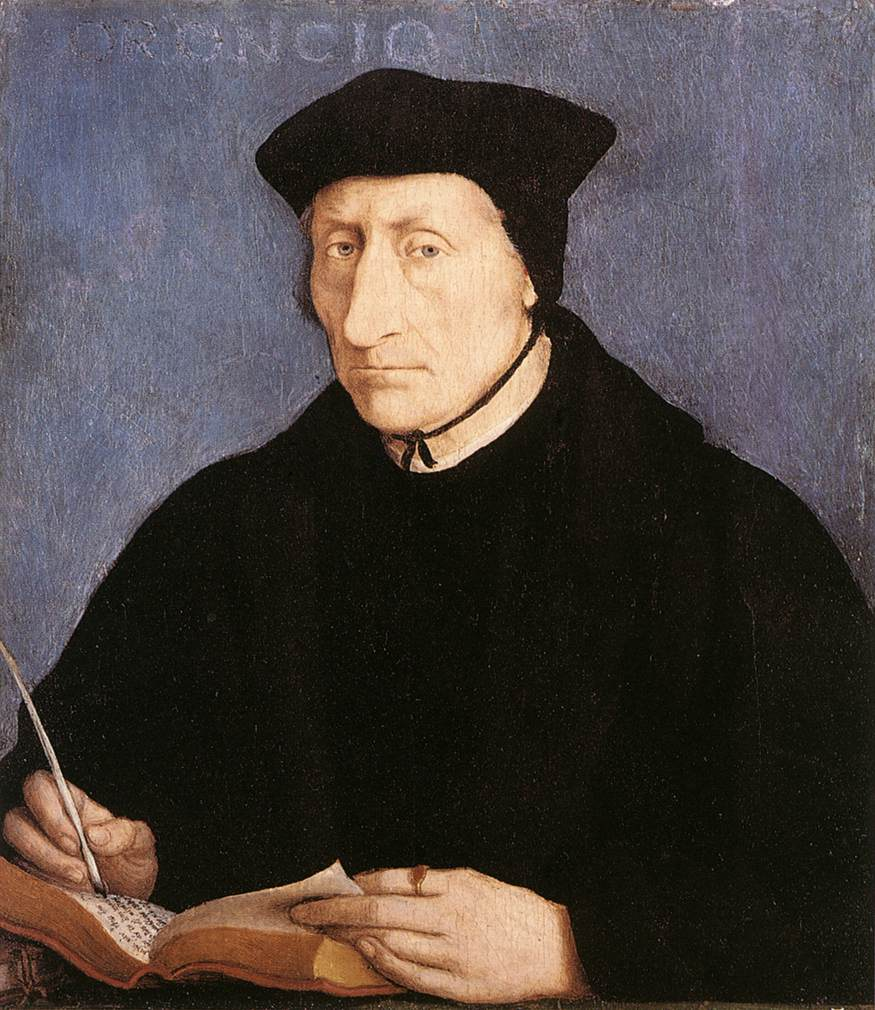
Гийом Бюде. Ок. 1536. Дерево, масло. Метрополитен-музей, Нью-Йорк
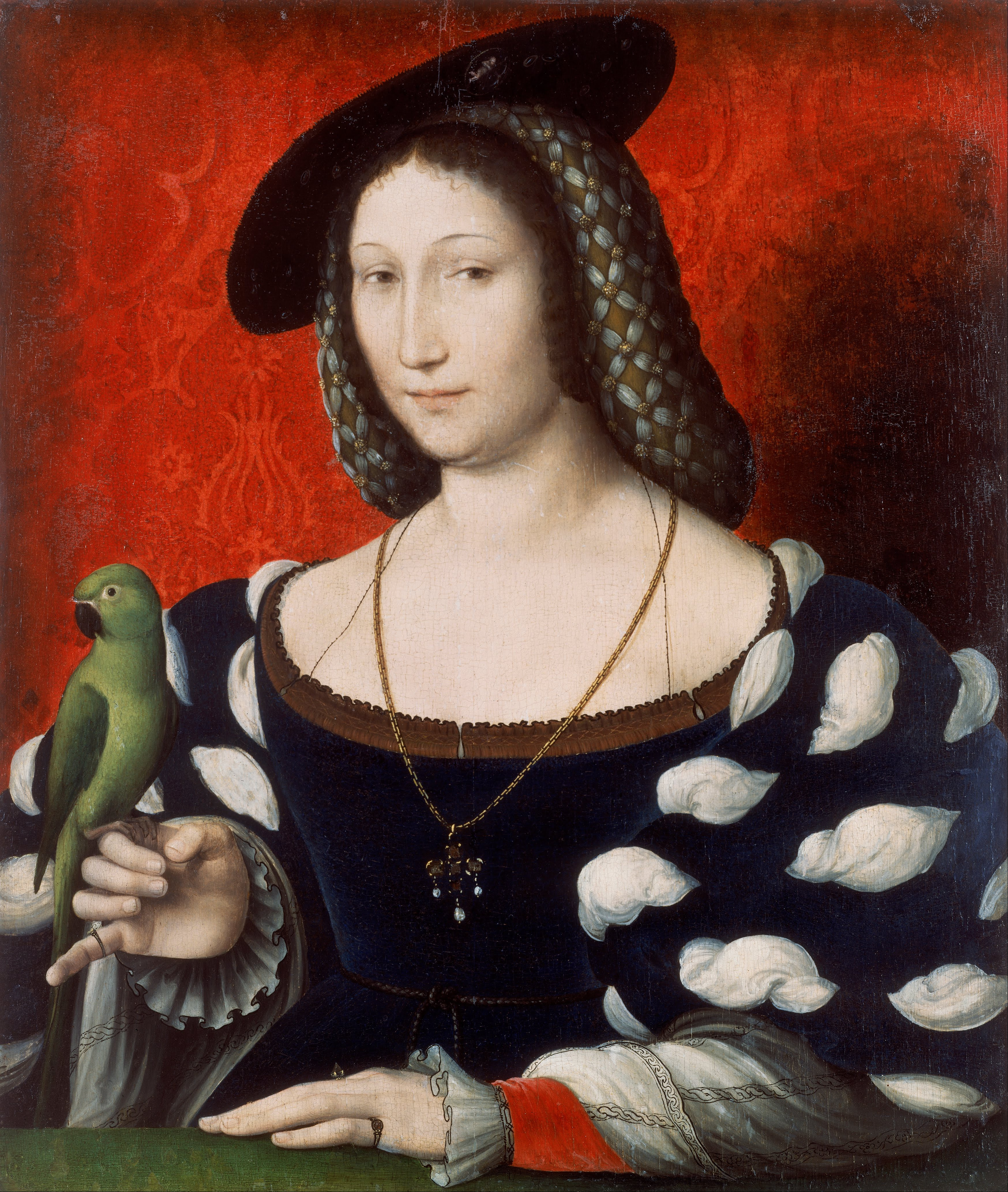
Маргарита Наваррская (Ангулемская). Ок. 1527. Дерево, масло. Галерея искусств Уокера, Ливерпуль
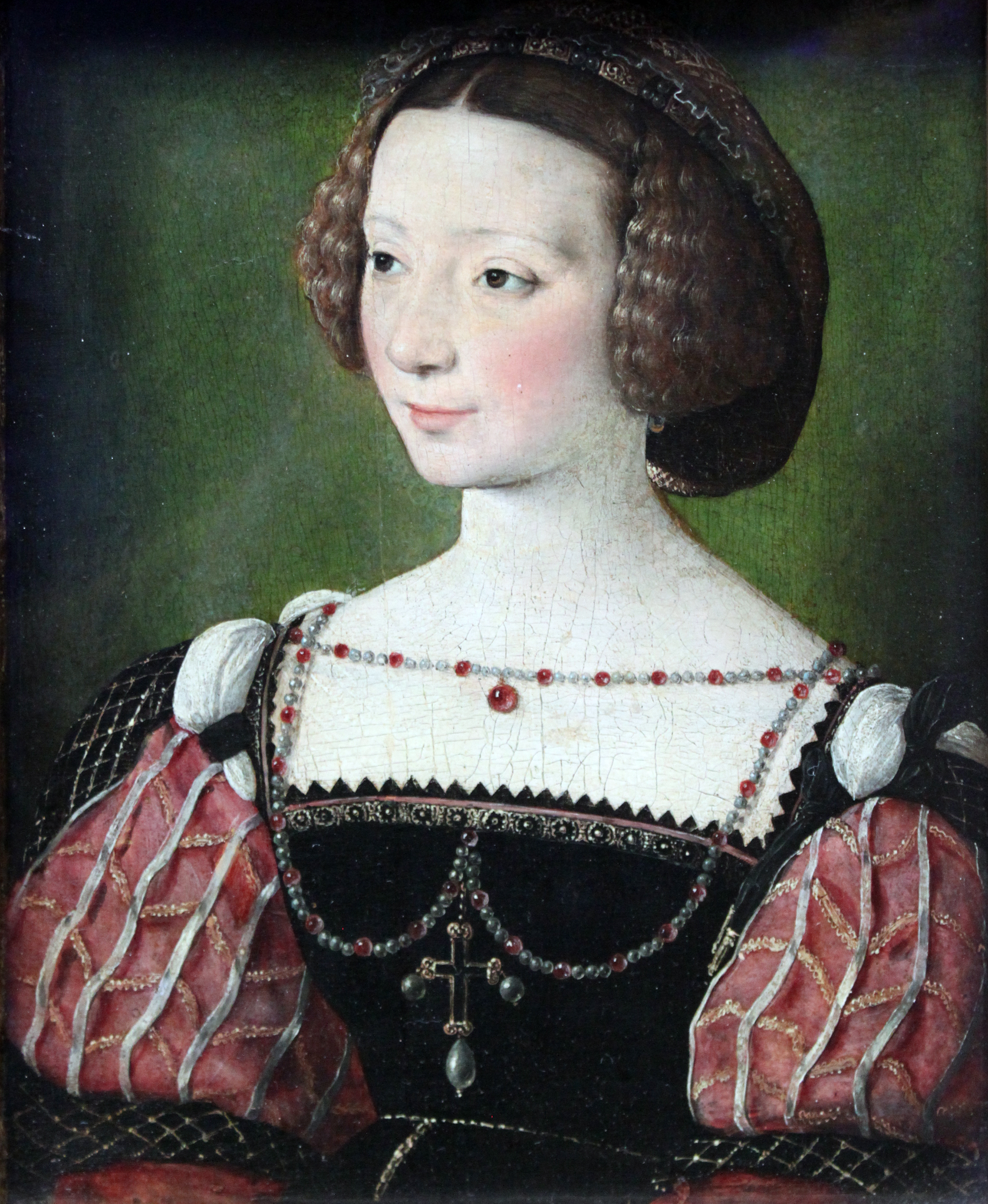
Беатрикс Пачеко. 1550. Дерево, темпера, масло. Штеделевский художественный институт, Франкфурт-на-Майне